# Anilios howi
Espèce
Synonymes
- Ramphotyphlops howi Storr, 1983
- Austrotyphlops howi (Storr, 1983)

Anilios howi est une espèce de serpents de la famille des Typhlopidae. 

## Répartition
Cette espèce est endémique d'Australie-Occidentale en Australie. Elle se rencontre dans le Kimberley.

## Description
L'holotype de Anilios howi mesure 210 mm dont 6 mm pour la queue. Cette espèce a le dos brun foncé s'éclaircissant sur sa face ventrale. Sa tête est un peu plus sombre que son dos.

## Étymologie
Son nom d'espèce lui a été donné en l'honneur de Richard Alfred How (1944-), responsable du Department of Biological Survey au Western Australian Museum.

## Publication originale
- Storr, 1983 : A new Ramphotyphlops (Serpentes: Typhlopidae) from Western Australia. Records of the Western Australian Museum, vol. 10, no 4, p. 315-317 (texte intégral).